# Groupe de NGC 23
Le groupe de NGC 23 comprend au moins 7 galaxies situées dans les constellations de Pégase et d'Andromède. La distance moyenne entre ce groupe et la Voie lactée est d'environ 66,2 Mpc (∼216 millions d'al). 

## Membres
Le tableau ci-dessous liste les 7 galaxies du groupe dans l'ordre indiquées dans l'article de A.M. Garcia paru en 1993.   
| Nom     | Constellation | Classification | Type           | α (J2000.0)   | δ (J2000.0) | Vitesse radiale (km/s) | Magnitude apparente | Distance (Mpc) | Dimension (kpc) |
| ------- | ------------- | -------------- | -------------- | ------------- | ----------- | ---------------------- | ------------------- | -------------- | --------------- |
| NGC 1   | Pégase        | SA(s)b:        | Spirale        | 00h 07m 15.8s | 27° 42′ 29″ | 4550 ± 1               | 12,8                | 62,1 ± 4,4     | 29,7            |
| UGC 69  | Pégase        | Scd?           | Spirale        | 00h 08m 10.9s | 27° 31′ 41″ | 4637 ± 1               | 14,49               | 63,4 ± 4,5     | 19,6            |
| NGC 23  | Pégase        | SB(rs)ab?      | Spirale barrée | 00h 09m 53.4s | 25° 55′ 26″ | 4566 ± 2               | 11,9                | 62,3 ± 4,4     | 38,0            |
| NGC 26  | Pégase        | SA(rs)ab       | Spirale        | 00h 10m 25.9s | 25° 49′ 55″ | 4592 ± 2               | 12,9                | 62,7 ± 4,4     | 42,4            |
| UGC 127 | Andromède     | SBcd?          | Spirale barrée | 00h 13m 56.5s | 26° 58′ 03″ | 4683 ± 1               | 16,5                | 64,1 ± 4,5     | 36,4            |
| UGC 79  | Pégase        | Scd?           | Spirale        | 00h 09m 04.4s | 25° 37′ 07″ | 4336 ± 2               | 15,1                | 58,9 ± 4,1     | 36,4            |
| UGC 110 | Andromède     | SA(s)cd        | Spirale        | 00h 12m 01.3s | 26° 23′ 38″ | 4507 ± 3               | 14,98               | 61,5 ± 4,3     | 21,0-           |

Sauf indication contraire, les données proviennent du site NASA/IPAC.